# Olargues
Olargues é uma comuna francesa na região administrativa da Occitânia, no departamento de Hérault. Estende-se por uma área de 18.6 km², e possui 680 habitantes, segundo o censo de 2018, com uma densidade de 37 hab/km².